# Mycetophila ibarrai
Mycetophila ibarrai är en tvåvingeart som beskrevs av Duret 1981. Mycetophila ibarrai ingår i släktet Mycetophila och familjen svampmyggor. Inga underarter finns listade i Catalogue of Life.